# المجلس الملكي للعرش

العلم الملكي لكمبوديا

المجلس الملكي للعرش (بالخميرية: ក្រុមប្រឹក្សារាជបល្ល័ង្ក)‏، (Krŏm Prœ̆ksa Réach Bâlleăngk) هو مجلس من تسعة أعضاء في كمبوديا مسئول عن اختيار العاهل الكمبودي. تأسس المجلس بموجب الدستور في 24 سبتمبر 1993. ينتخب المجلس الملك مدى الحياة من بين أحفاد الملك أنج دوونج الذكور الذين لا يقل عمرهم عن 30 عامًا، من سلالتين ملكيتين في كمبوديا (بيت نورودوم وبيت سيسواث). يتألف أعضاء المجلس التسعة من رئيس الوزراء، ورئيس الجمعية الوطنية، ورئيس مجلس الشيوخ، والنائبان الأول والثاني لرئيس الجمعية الوطنية، والنائبان الأول والثاني لرئيس مجلس الشيوخ، وراهبان من طائفتي مها نيكاي وتومويوتيكا نيكاي (هما تيب فونج وبور كري). نشط المجلس في سبتمبر 1993، عندما أعاد نورودوم سيهانوك إلى العرش،  وفي أكتوبر 2004، عندما عين ابنه نورودوم سيهاموني ملكًا جديدًا. يتم التصويت بالاقتراع السري للأعضاء التسعة.

## الأعضاء الحاليين
| الاسم      | المنصب                                  |
| ---------- | --------------------------------------- |
| هون سين    | رئيس وزراء كمبوديا                      |
| هنغ سامرين | رئيس الجمعية الوطنية                    |
| قل تشهوم   | رئيس مجلس الشيوخ                        |
| تشيم ييب   | النائب الأول لرئيس الجمعية الوطنية      |
| خون سوداري | النائب الثاني لرئيس الجمعية الوطنية     |
| سيم كا     | النائب الأول لرئيس مجلس الشيوخ          |
| تيب نجورن  | النائب الثاني لرئيس مجلس الشيوخ         |
| تيب فونج   | البطريرك الأعلى لطائفة موها نيكاي       |
| بور كري    | البطريرك الأعلى لطائفة ثومويوتيكا نيكاي |

## التعيينات
| الاسم            | تاريخ الانتخاب |
| ---------------- | -------------- |
| نورودوم سيهانوك  | 24 سبتمبر 1993 |
| نورودوم سيهاموني | 14 أكتوبر 2004 |